# Хертрудіс Гомес де Авельянеда
Хертрудіс Гомес де Авельянеда (ісп. Gertrudis Gómez de Avellaneda; 23 березня 1814, Куба — 1 лютого 1873) — іспансько-кубинська письменниця.

## Біографія
Батько Хертрудіс Мануель Гомес де Авельянеда був аристократом. Мати також походила із заможної іспанської родини, яка проживала в місті Пуерто-Прінсіпі (сучасне місто Камагуей).
З раннього дитинства Гомес виявляла великий інтерес до книг. Ставила вистави за прочитаними п'єсами і завжди брала в них участь (у неї були переважно чоловічі ролі). Однак поступово інтерес до читання згас. Молода Тула, як її називали родичі, поринула у світське життя. У ці роки майбутня письменниця більше цікавилася танцями, музикою та малюванням. Вона відмовилася виходити заміж за чоловіка, якого вона не любила і якого обрали для неї її батьки. Проте внаслідок конфлікту з батьками у Гомес почався період депресії. Після цього інциденту вона знову взялася за читання й сама почала писати.
У віці 22 років Гомес залишила межі Куби і вирушила до Іспанії, щоб продовжити там свою творчість. Вона писала поеми, автобіографії, романи та п'єси. Період розквіту її популярності припадає на 1840-1850-ті роки.
Першого чоловіка, якого полюбила Гомес, звали Ігнасіо де Сепеда. Він мав чималий вплив на її творчість. Багато творів Хертрудіс були присвячені темі кохання. У період з 1839 по 1854 рік Хертрудіс написала більше сорока любовних листів. Однак вийти заміж за нього вона не наважилася, оскільки в неї не було великого посагу, попри те, що вона була аристократичного роду.
Після розриву відносин з Ігнасіо Хертрудіс переїхала до міста Кадіс, де видавала часопис La Aureola.
Згодом письменниця познайомилася з поетом із Севільї Габріелем Гарсіа-і-Тессара. 1844 року у Хертрудіс народилася від Тассари позашлюбна дочка. Однак невдовзі після народження дочки Тассара покинув Хертрудіс, а саме немовля померло через кілька місяців у 1845 році. Незабаром письменниця вирішила вийти заміж за літератора Педро Сабатера. 10 травня 1846 року вони одружилися. Проте їхнє щастя тривало недовго. Педро невдовзі помер від раку, залишивши дружину в тяжкому становищі. Після його смерті Хертрудіс написала п'єсу «Egilona».
26 квітня 1855 року письменниця знову вийшла заміж. На цей раз за полковника Домінго Вердуго-і-Массьєу. Невдовзі родина переїхала з Мадрида на Кубу, де письменниця видавала часопис «Альбум кубано». 28 жовтня 1863 Домінго помер.
У 1864 році письменниця повернулася до Іспанії. Хертрудіс Гомес де Авельянеда померла 1 лютого 1873 через діабет.

## Творчість
Протягом свого життя Хертрудіс написала велику кількість творів у різних жанрах: поезія, драма, роман, короткі історії та есе. Попри велику популярність у роки свого життя, письменниця зазнавала різкої критики насамперед з боку чоловічої половини населення. Пов'язано це з тим, що твори Хертрудіс заторкували теми нерівності статей, а також расової та класової відмінності в суспільстві. Її твори вплинули на формування рухів за відміну рабства та емансипації жінок.
Хертрудіс почала видавати свої твори з 1836 року. 1840 року відбулася прем'єра її драми «Леонсія».
Перший і доволі суперечливий роман Гомес називався «Саб». Він був опублікований в 1841 році. «Саб» став першим антирабовласницьким романом, написаним у Латинській Америці, випередивши на десять років знамениту «Хатину дядька Тома». У романі розповідається про життя кубинського раба на ім'я Саб, котрий закохується в Карлоту, дочку його господаря. Однак вона виходить заміж за англійського багатія. У книзі письменниця підкреслює моральну перевагу раба над його господарями та просто білими людьми. Якщо душа Саба чиста, то головною метою життя, наприклад, для англійця, який одружився з Карлотом, є насамперед особисте збагачення та інтереси бізнесу.
Через свій антирабовласницький характер роман «Саб» був заборонений на Кубі, а сам твір викликав скандал у латиноамериканському суспільстві. Проте популярність Гомес в Іспанії лише зросла.
Серед інших її відомих творів можна виділити трагедію «Альфонсо Муніо» (1844) та «Валтасар» (1858), історичний роман про завоювання Мексики «Гуатімосін» (1846).
До вибраного її творів увійшли два томи віршів, вісім томів прози та 16 драм.